# Orrore nero sul Reno

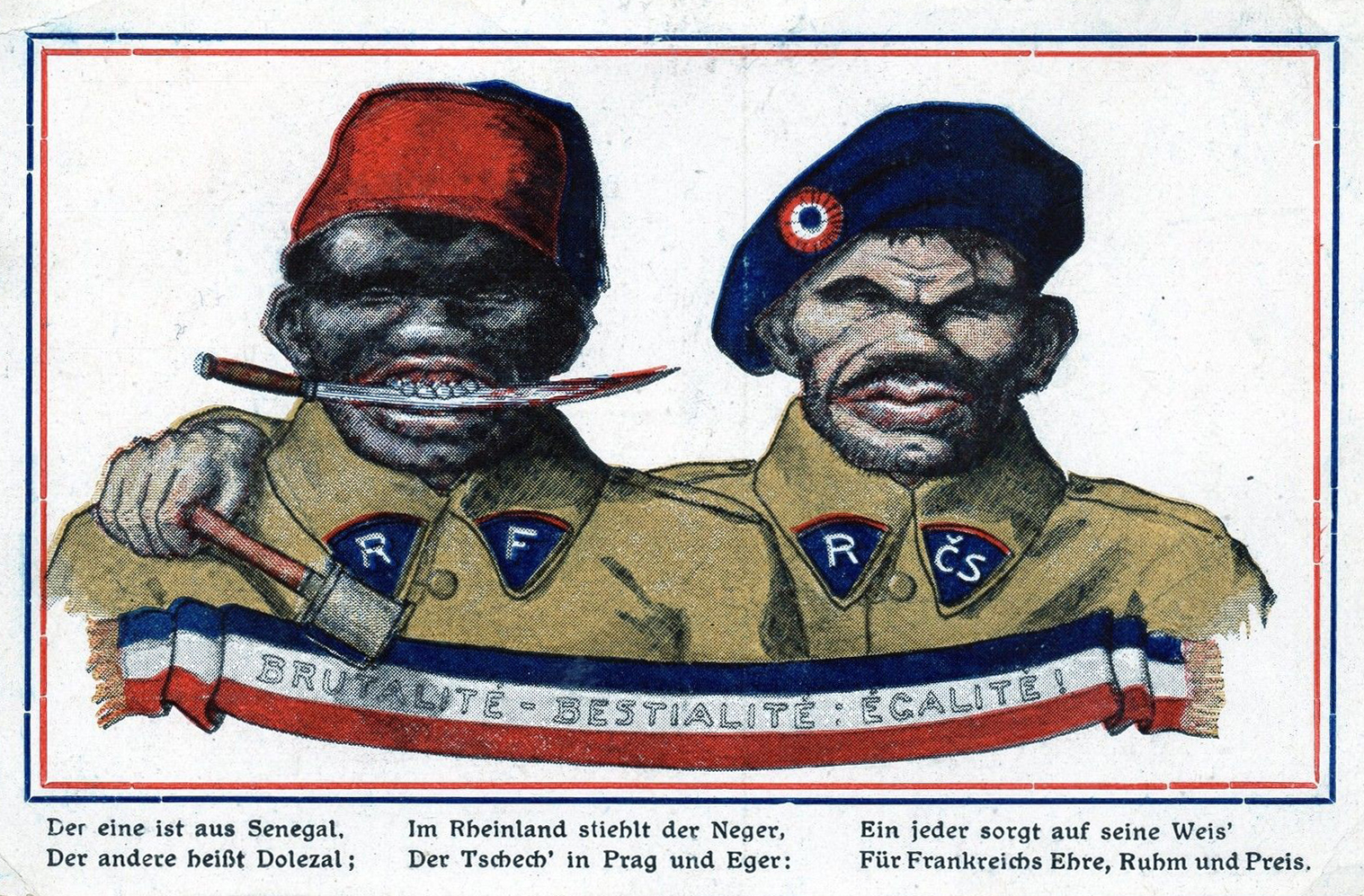
"Brutalità, bestialità, uguaglianza": cartolina tedesca del gennaio 1923, raffigurante un soldato senegalese dell'esercito francese accanto a uno ceco.

L'Orrore nero sul Reno fu la campagna mediatica lanciata in Germania durante l'occupazione della Renania tra il 1918 e il 1930, basata sul panico morale per i presunti crimini soprattutto di natura sessuale commessi dai soldati africani in servizio nell'esercito francese: queste truppe coloniali erano formate dai soldati del Senegal, dell'Indocina e del Madagascar e furono accusati, sia dalla propaganda governativa che dalla carta stampata, di aver commesso stupri e mutilazioni contro la popolazione tedesca nonostante non ci fossero state denunce nella regione stessa. La campagna raggiunse il suo apice tra il 1920 e il 1923 e durò fino al 1930. Adolf Hitler sfruttò il caso per incolpare gli ebrei di aver portato i senegalesi in Renania. I figli di genitori misti diventarono meglio noti come i bastardi della Renania.
Die schwarze Schande o Die schwarze Schmach ("la vergogna nera" o "la disgrazia nera") furono i due modi usati dalla stampa di destra per la propaganda nazionalista tedesca, insieme alle espressioni come "il flagello nero" e "l'orrore nero", questi termini furono utilizzati dagli attivisti in diversi altri Paesi oltre alla Germania, come Canada, Regno Unito e Stati Uniti. L'espressione "orrore nero sul Reno" fu coniato da E. D. Morel e usato soprattutto nel mondo anglosassone.

## Contesto storico

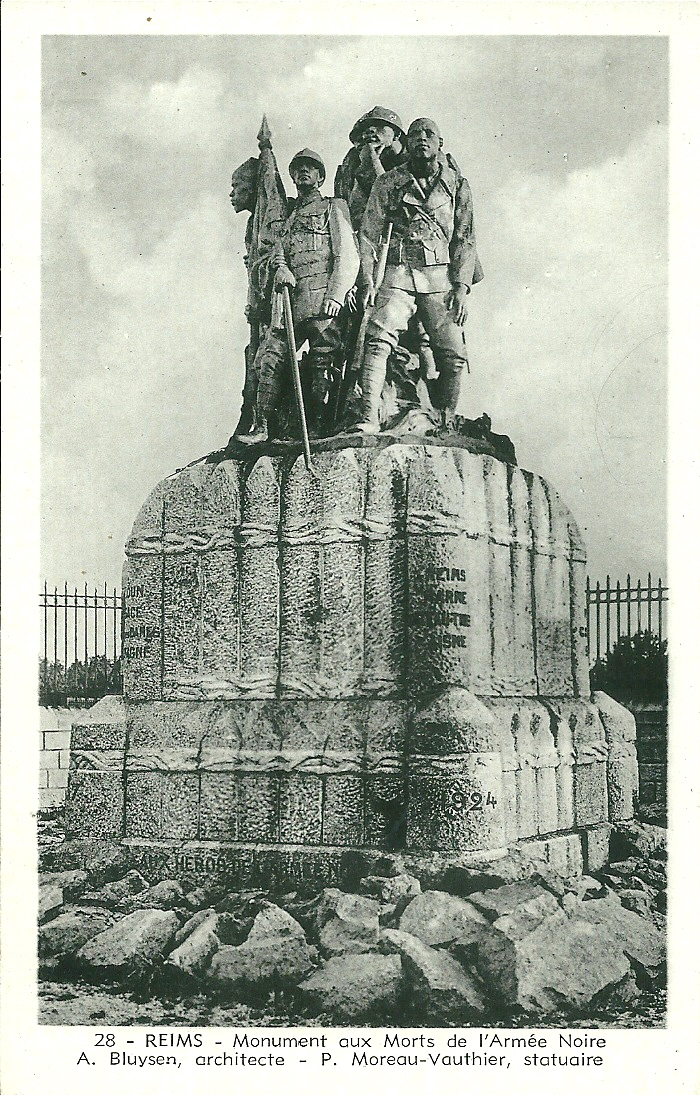
"Agli eroi dell'Armata Nera": monumento ai soldati senegalesi dell'esercito francese che difesero con successo Reims nel luglio 1918.

Dopo l'ammutinamento di Kiel del 3 novembre 1918, i rivoluzionari tedeschi annunciarono l'imminente rivoluzione tedesca in tutta la Germania. L'esercito tedesco aveva già visto una serie di ammutinamenti, in particolare dopo il fallimento dell'offensiva di primavera. I soldati coloniali francesi svolsero un ruolo importante nella difesa della città di Reims, assediata durante l'attacco tedesco. Come riportò uno scrittore tedesco: "Non sono i francesi a combattere a Reims. La Francia ha affidato la protezione dell'antica città dell'incoronazione ai soldati neri e scuri. È vero che la difesa di Reims non costa una goccia di sangue francese, sono i neri ad essere sacrificati". La sera del 6 novembre, duecento rivoluzionari tedeschi raggiunsero la città di Colonia, dove si unirono agli operai e ai soldati locali per istituire un Consiglio degli Operai e dei Soldati sul modello dei Soviet russi. Quando la notizia giunse al vicecapo di Stato Maggiore dell'esercito imperiale tedesco, Wilhelm Groener, non sostenne più il piano di Guglielmo II di istigare una guerra civile, ma si unì all'appello di Friedrich Ebert, leader del Partito Socialdemocratico di Maggioranza della Germania (in tedesco Mehrheitssozialdemokratische Partei Deutschlands, MSPD), affinché il Kaiser abdicasse, fatto che avvenne il 9 novembre ed Ebert divenne Cancelliere della Germania nello stesso giorno. L'MSPD si oppose al tentativo di rivoluzione collaborando con l'esercito per dare vita a una repubblica liberale.
Così la Renania svolse un ruolo cruciale nel rovesciare il Kaiser e nel costringere i tedeschi ad accettare l'armistizio. Allo stesso modo, i soldati africani dell'esercito francese avevano svolto un ruolo significativo nella sconfitta dell'esercito imperiale tedesco nella seconda battaglia della Marna. Questa battaglia, una vittoria decisiva per gli Alleati, vide l'esercito francese utilizzare un attacco massiccio di carri armati insieme alle sue Troupes coloniales. Il feldmaresciallo Paul von Hindenburg nel 1920 scrisse nelle sue memorie Mein Leben: "Dove non c'erano carri armati il nostro nemico mandava contro di noi ondate nere. Ondate di neri africani! Guai a noi quando queste ondate raggiungevano le nostre linee e massacravano o peggio torturavano i nostri uomini indifesi!". Nonostante questa osservazione del capo dello Stato Maggiore tedesco, l'armatissimo esercito tedesco utilizzò i gas negli attacchi della battaglia di Reims. L'opinione di Hindenburg sui senegalesi era tipica dei tedeschi, e molti soldati tedeschi erano riluttanti ad arrendersi ai senegalesi perché credevano che sarebbero stati mangiati, dato che la propaganda dipingeva i senegalesi come i cannibali provenienti dall'"Africa più nera".
Ironia della sorte, la stessa propaganda tedesca che demonizzava i soldati coloniali non bianchi al servizio della Terza Repubblica francese si trovò a diffondere contemporaneamente il "Culto del leale Askari": in questo caso, i sottufficiali e gli arruolati nativi africani che avevano combattuto nella Schutztruppe sotto il comando del generale Paul Emil von Lettow-Vorbeck durante la Campagna dell'Africa Orientale vennero lodati come eroici e raffigurati come ancora fedeli alla Germania. Ciò permise ai partiti di destra e al governo della Repubblica di Weimar di raccogliere consensi per chiedere alle potenze alleate il ripristino dell'ex impero coloniale tedesco.

## Le truppe coloniali francesi
Dopo la sconfitta del Secondo Impero francese nella guerra franco-prussiana del 1871, in Francia si sviluppò una corrente revanscista che cercava di riprendere il territorio perduto dell'Alsazia-Lorena, ceduto al neonato Impero tedesco. Per questo motivo dei politici come Georges Clemenceau si opposero alla partecipazione alla contesa per l'Africa perché temevano che avrebbe distolto la Repubblica dagli obiettivi legati alla riconquista dell'Alsazia-Lorena.
Charles Mangin, un ufficiale di carriera dell'esercito francese con esperienza nelle campagne in Africa, si propose di risolvere queste strategie imperialiste contrastanti nel suo libro del 1910 La force noire. Sostenne che, data la popolazione più numerosa e il tasso di natalità più alto della Francia all'inizio del XX secolo rispetto alla Germania, l'esercito tedesco sarebbe stato quindi sempre più numeroso di quello francese, e per questo propose che i francesi reclutassero ampiamente dalle loro colonie africane per avere una fonte quasi illimitata di persone in grado di contrastare la superiorità numerica della Germania.

### Il dilemma politico della cittadinanza per i soldati coloniali

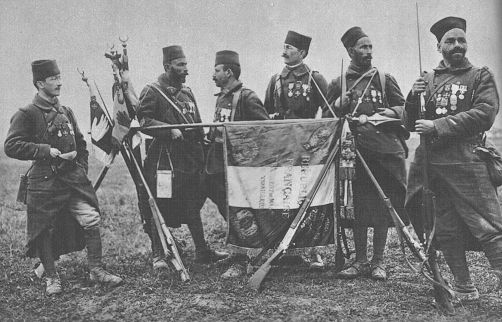
Soldati del 7º reggimento algerino Tirailleurs nel 1917.

Un risultato della Rivoluzione francese fu il legame ottenuto tra il concetto di nazione in unione con la cittadinanza e il servizio militare. La levée en masse, ovvero la coscrizione militare forzata di massa, fu introdotta nel 1793 durante le guerre rivoluzionarie francesi e da qui nacque la richiesta per cui, servendo nell'esercito francese, i sudditi coloniali ottenessero la piena cittadinanza francese. Ma mentre il servizio militare forniva un'espressione molto chiara di fedeltà politica allo Stato, la società francese aveva sviluppato l'idea dello statut personnel con il quale i musulmani francesi avrebbero avuto uno status distinto, essendo governati dalla legge coranica amministrata dalle autorità religiose locali.
Le norme dell'Islam consentivano la poligamia e ciò creava problemi considerati insormontabili da coloro che difendevano il punto di vista assimilazionista perché vedevano la cultura e la civiltà della Francia come qualcosa di molto superiore a quelli che consideravano i costumi barbari dei loro sudditi non europei. L'altra corrente politica degli associazionisti, sosteneva invece qualcosa di simile al governo indiretto messo in pratica nell'Impero britannico. In entrambi i casi, si consideravano i popoli colonizzati come debitori nei confronti dei loro conquistatori, i quali, dominandoli, offrivano dei presunti benefici originati nella cultura francese. Così, nonostante l'ideologia egualitaria della Terza Repubblica francese, che avrebbe teoricamente escluso qualsiasi linea di colore, lo sviluppo delle colonie francesi creò una realtà molto diversa.

### Elezione di Blaise Diagne

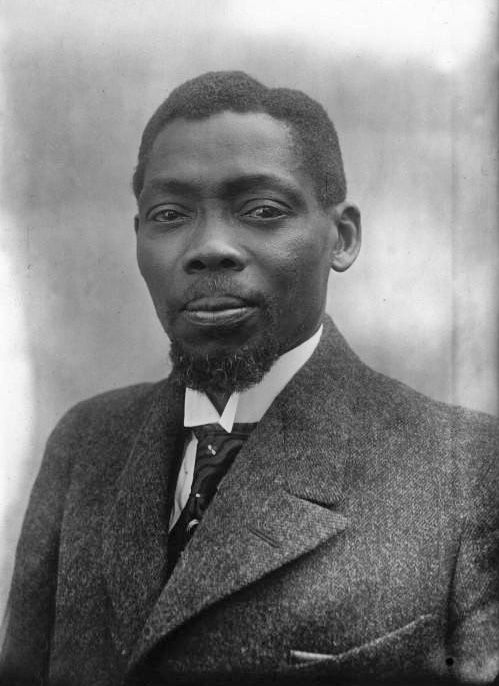
Blaise Diagne

L'elezione del politico senegalese Blaise Diagne alla Camera dei Deputati francese, nel febbraio 1914, fornì un rappresentante per sostenere la richiesta di concedere i diritti di cittadinanza ai soldati coloniali francesi. Diagne rappresentava i Quattro Comuni, i quattro più antichi insediamenti coloniali nelle colonie francesi dell'Africa occidentale, ai quali era stato concesso il diritto di inviare deputati alla Camera dei Deputati dopo la rivoluzione del 1848, secondo la politica nota come "assimilazione": questa politica prevedeva che ai sudditi indigeni dell'impero coloniale francese fossero concessi gli stessi diritti dei cittadini francesi, a patto che si assimilassero alla cultura e alla lingua francese secondo la cosiddetta missione civilizzatrice. In teoria, questa politica doveva fornire una misura di uguaglianza razziale, anche se in realtà la segregazione razziale continuava ad esistere sia in Francia che nelle colonie. Diagne fu un importante sostenitore della politica di assimilazione e contribuì a reclutare numerosi africani nel servizio militare francese.
Sebbene anche la Germania avesse reclutato dei soldati nelle sue colonie africane sia prima che durante la prima guerra mondiale, il blocco alleato impedì agli Askari di combattere in Europa per la Germania. Durante la guerra, la propaganda tedesca aveva spesso attaccato i francesi per l'impiego di soldati africani in Europa, sostenendo che i soldati di colore erano selvaggi e barbari, e che era inaccettabile che i francesi utilizzassero dei soldati senegalesi in Europa in quanto "mettevano in pericolo" la civiltà europea.
Secondo i termini dell'armistizio che pose fine ai combattimenti sul fronte occidentale l'11 novembre 1918, gli Alleati avevano il diritto di occupare la Renania e durante i negoziati i tedeschi avevano specificamente richiesto che nessuna truppa africana fosse inclusa nella forza di occupazione francese. Tuttavia questo aspetto fu ritenuto di scarsa importanza e, secondo i termini del Trattato di Versailles, firmato il 28 giugno 1919, gli Alleati avevano il diritto di occupare la Renania fino al 1935, anche se le ultime truppe alleate uscirono dalla Renania nel giugno 1930. L'opposizione tedesca allo stanziamento permanente di truppe africane in Europa fu condivisa da alcuni paesi anglofoni e sia il presidente statunitense Woodrow Wilson che il primo ministro britannico David Lloyd George chiesero al premier francese Georges Clemenceau di non utilizzare soldati africani come truppe di occupazione in Renania.

### L'arrivo delle truppe extraeuropee
Le prime truppe non europee ad arrivare in Germania furono i soldati del Corpo volontario siamese, giunsero a Neustadt nel dicembre 1918 e rimasero fino al luglio 1919 senza causare grandi disagi: le preoccupazioni furono sollevate per il successivo arrivo di truppe africane in Renania nel maggio 1919, prima un reggimento del Madagascar e poi la prima unità senegalese. Il generale Mangin fece di tutto per assicurarsi che le unità africane fossero dislocate come forza di occupazione della Renania, in parte per non accumulare truppe africane in Francia e in parte perché i tedeschi avevano chiesto di non impiegarli. Mangin aveva insistito sul fatto che, essendo i francesi vincitori, non si sarebbero fatti imporre nulla dai vinti, per Diagne era importante che i suoi connazionali senegalesi venissero dispiegati in Renania per dimostrare la loro uguaglianza e che godevano dello stesso rispetto dei cittadini francesi bianchi.
In un incontro con Clemenceau, Diagne aveva insistito sul fatto che i senegalesi avrebbero dovuto essere autorizzati a marciare in Renania insieme al resto dell'esercito francese e a non essere esclusi solo perché i tedeschi li trovavano offensivi, in virtù dell'universalità della civiltà francese. Il francofilo Diagne, che credeva nell'ideale della missione civilizzatrice francese in Africa, aveva svolto un ruolo chiave nel reclutamento dei soldati in Senegal e quindi aveva un'influenza maggiore di quella che la sua posizione di semplice deputato potesse suggerire. Le truppe "di colore" in Renania erano costituite dai soldati di leva provenienti da Algeria, Marocco, Tunisia, Senegal, Madagascar e Indocina francese. Al loro apice, i soldati "di colore" rappresentavano il 14% della forza di occupazione francese in Renania.

## Rheinische VolkspflegeeRheinische Frauenliga
Il 1º agosto 1919 nacque un gruppo ultranazionalista chiamato Rheinische Volkspflege ("Protettori del Popolo Renano") con lo scopo di spostare l'opinione pubblica contro il sostegno francese al separatismo renano, e cercò di far leva sull'idea di utilizzare i presunti crimini commessi dai neri in servizio nell'esercito francese. Strettamente alleato alla Rheinische Volkspflege fu il gruppo femminile Rheinische Frauenliga, fondato all'inizio del 1920. Gli articoli pubblicati dalla Rheinische Frauenliga si basavano sulle "visioni fantastiche dell'imperialismo e del declino culturale", mentre i presunti stupri di massa divennero una metafora delle relazioni franco-tedesche. La Rheinische Frauenliga era in stretto contatto con E. D. Morel, un importante liberale radicale britannico e sostenitore del punto di vista secondo cui il Trattato di Versailles era stato troppo duro nei confronti della Germania.
Gran parte degli scritti di Morel sulla questione si basavano sui rapporti fornitigli dalla Rheinische Frauenliga. Morel, pacifista e membro del Partito Laburista, riteneva che i neri avessero una sessualità incontrollata che li spingeva a violentare le donne bianche, in tutti i suoi scritti sull'argomento accusò i senegalesi di stuprare le donne tedesche, sostenendo che migliaia di donne e ragazze tedesche venivano violentate giornalmente dai senegalesi. Lo storico afroamericano Clarence Lusane accusò Morel di aver condotto "una delle campagne politiche più razziste mai avviate nella prima metà del XX secolo".

## Risposte al Putsch di Kapp

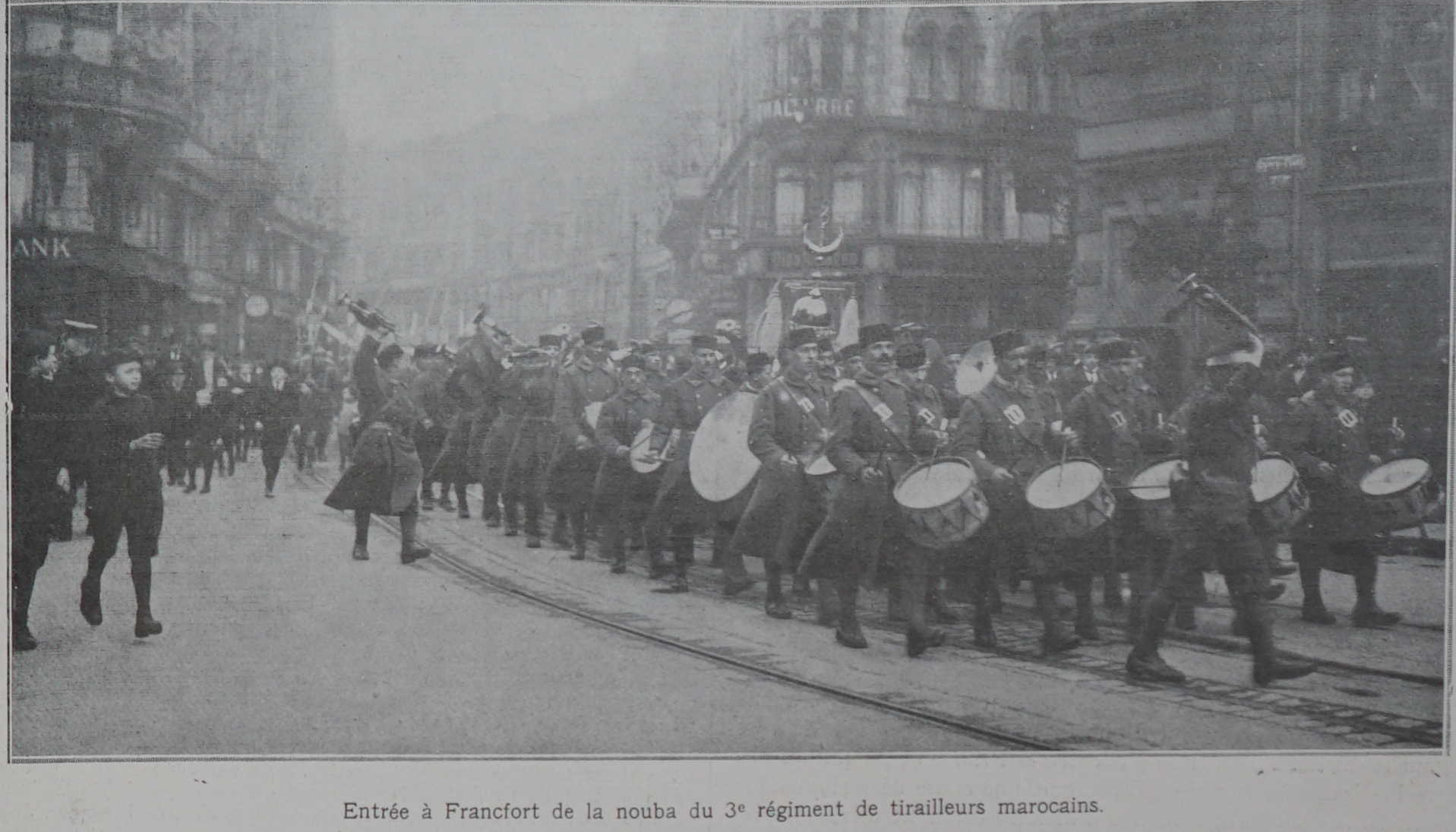
La banda del 3º Reggimento Tirailleurs del Marocco dell'esercito francese in marcia verso Francoforte 6 aprile 1920.

In Germania si sviluppò una certa agitazione politica quando si trattò di firmare il Trattato di Versailles. Nel giugno del 1919 Philipp Scheidemann, il primo cancelliere democraticamente eletto della Germania, si dimise di fronte all'ultimatum alleato che imponeva di firmare il trattato senza alcuna delle modifiche richieste dal governo tedesco e gli succedette Gustav Bauer. I termini del trattato prevedevano lo scioglimento dei Freikorps controrivoluzionari che il governo di Weimar aveva creato per schiacciare il movimento rivoluzionario. Piuttosto che sottomettersi, il generale Walther von Lüttwitz radunò attorno a sé alcuni importanti ufficiali dell'esercito e lanciò l'iniziativa nota come il Putsch di Kapp-Lüttwitz. Il successo del Putsch avrebbe aperto la possibilità di una ripresa della guerra, cosa che non sfuggì al maresciallo Foch.
Inizialmente, le lamentele tedesche per la presenza dei senegalesi in Renania furono limitate e solo nell'aprile 1920, quando i francesi utilizzarono soldati marocchini per occupare Francoforte, iniziò in Germania una campagna isterica contro l'uso francese dei soldati africani. La questione dell'impiego di queste truppe fu discussa per la prima volta al Reichstag nel gennaio 1920. Ray Beveridge, una donna tedesco-americana che viveva in Germania, aveva tenuto una serie di discorsi ad Amburgo e Monaco nel febbraio-marzo 1920, mettendo in guardia dai pericoli di miscegenazione per "la purezza della razza tedesca" causati dalla presenza dei senegalesi in Renania. E. D. Morel, in una lettera al direttore di The Nation del 27 marzo 1920, aveva scritto dei francesi che "spingevano nel cuore dell'Europa dei barbari appartenenti a una razza ispirata dalla natura con tremendi istinti sessuali".
All'inizio di aprile del 1920, la Germania violò i termini del Trattato di Versailles inviando la Reichswehr nella zona smilitarizzata della Renania, come rappresaglia il 6 aprile 1920 i francesi occuparono Francoforte affermando che non avrebbero lasciato la capitale economica della Germania finché la Reichswehr non avesse lasciato la zona smilitarizzata. Una delle unità dell'esercito francese coinvolte nell'occupazione di Francoforte fu una compagnia marocchina che sparò sui dimostranti. Il 9 aprile 1920, sulla prima pagina del The Daily Herald uscì un articolo di Morel che riferì dell'occupazione di Francoforte, il cui titolo recitava: "Francoforte si tinge di rosso sangue. Le truppe di sangue francese usano le mitragliatrici sui civili". Il giorno successivo un altro articolo di Morel in prima pagina aveva come titolo: "Il flagello nero in Europa. Orrore sessuale scatenato dalla Francia sul Reno. Scomparsa di giovani ragazze tedesche". Morel scrisse che la Francia stava "spingendo i suoi selvaggi neri nel cuore della Germania", affermando che questi "selvaggi africani primitivi, portatori di sifilide, sono diventati un orrore e un terrore". Poiché Morel era un uomo le cui "credenziali di sinistra erano ineccepibili", essendo finito in prigione per essersi opposto al coinvolgimento britannico nella prima guerra mondiale, i suoi articoli attirarono molta attenzione sia in Gran Bretagna che all'estero. Come molti altri britannici di sinistra, Morel si oppose aspramente al Trattato di Versailles, che denunciò come ingiusto e che imputò a una Francia revanscista.
Nel suo libro del 1919 The Black's Man Burden, Morel aveva denunciato il mandato incluso nel Trattato di Versailles per le ex colonie tedesche in Africa, scrivendo che i neri non potevano sopravvivere al "moderno sfruttamento capitalista". Morel scrisse che "i militaristi francesi, i cui schemi sono una minaccia per il mondo intero" avrebbero usato questi "negri, malgasci, berberi e arabi... nell'interesse di un ordine capitalista e militante". In particolare, Morel riteneva che i francesi avrebbero usato le loro truppe africane per reprimere gli scioperi delle classi lavoratrici bianche in Europa, il tema dei soldati senegalesi dell'esercito francese come forza brutale che sostiene il capitalismo era ricorrente negli articoli di Morel sul The Daily Herald nel 1919 e nel 1920. Date le opinioni di Morel sui senegalesi e la sua opposizione al Trattato di Versailles, fu predisposto a credere a qualsiasi teoria dell'orrore che potesse nascere dalla situazione in Renania.

## Intensità della campagna

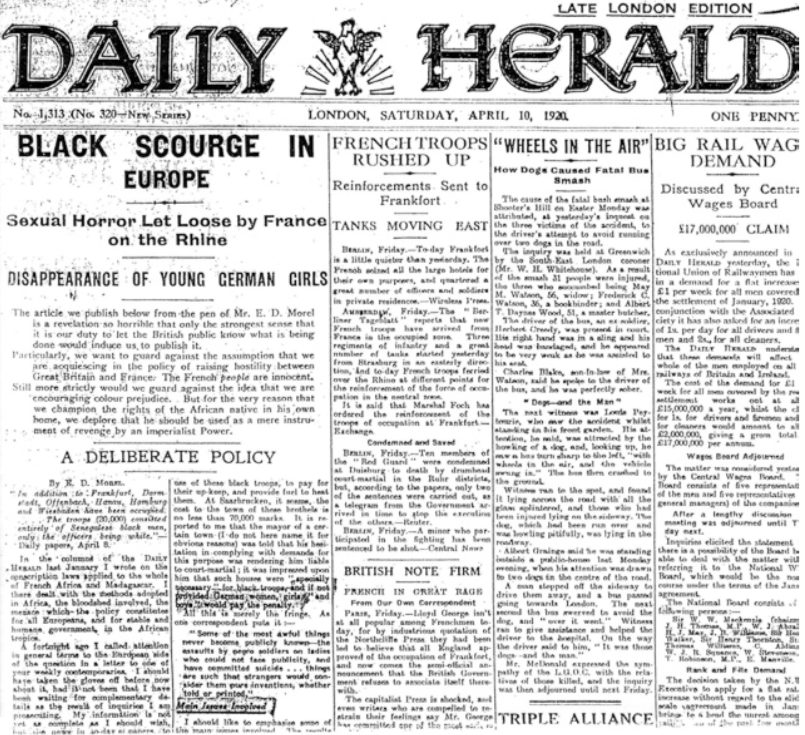
L'articolo di Morel sul Daily Herald del 10 aprile 1920 intitolato "Black Scourge in Europe" (Il flagello nero in Europa).

Il Ministero degli affari esteri tedesco intravide l'opportunità di mettere l'opinione pubblica internazionale contro la Francia su questo tema e nell'aprile del 1920 iniziò una nuova campagna di propaganda contro l'uso francese delle truppe "di colore". Il Ministero federale diramò dei "punti di discussione" ai giornali tedeschi che per tutta la primavera del 1920 pubblicarono in prima pagina le notizie con accuse di ogni sorta contro i senegalesi e di atrocità contro i civili tedeschi. Le notizie sul Die schwarze Schand apparvero frequentemente sulla stampa tedesca nella primavera del 1920, pubblicando quelle che Nelson definì storie isteriche, con una frequenza "sorprendente". Il cancelliere tedesco dell'MSPD Hermann Müller, in un discorso, si lamentò che "i neri senegalesi occupano l'Università di Francoforte e sorvegliano la Casa di Goethe!" Il ministro degli Esteri Adolf Köster, in una nota ai governi alleati scrisse: "Se dovessimo soffrire per l'occupazione, accetteremo la disciplina inferiore tra le vostre truppe bianche se solo ci libererete da questa peste nera!"
Il 10 aprile, Morel aveva pubblicato sul quotidiano di sinistra The Daily Herald il suo "atto d'accusa degli oltraggi di colore" in Renania, che aveva attirato molta attenzione: descrisse i soldati senegalesi durante la prima guerra mondiale come "primitivi barbari africani ... [che] riempivano i loro tascapane con le palle degli occhi, le orecchie e le teste del nemico", continuò a scrivere della "bestialità a malapena contenibile delle truppe nere" e descrisse i senegalesi in Renania come impegnati in un regno del terrore contro i civili tedeschi, stuprando e uccidendo senza pietà. Scrisse anche che "i neri selvaggi" hanno impulsi sessuali incontrollati che "devono essere soddisfatti sui corpi delle donne bianche!".
In un editoriale del direttore del The Daily Herald, George Lansbury approvò l'articolo di Morel e chiese che la Francia ritirasse immediatamente tutte le truppe africane dalla Renania. Il 12 aprile 1920, Lansbury scrisse nuovamente sull'argomento, affermando che se i francesi non avessero rimandato immediatamente i senegalesi in Africa, "avremo dei selvaggi usati per prendere a pugni, e per costringere, i lavoratori di tutti i Paesi europei". Lo stesso giorno, i titoli del The Daily Herald recitavano: "Bruti in uniforme francese. Pericolo per le donne tedesche da 30.000 neri. I bordelli non bastano". Il Central Committee of Women's Co-operative Guild, in una dichiarazione, espresse "orrore e indignazione" per l'uso di truppe senegalesi in Renania e chiese al governo britannico di fare pressione sul governo francese per rimandare tutte le truppe africane in Africa, chiedendo un accordo internazionale per vietare "l'uso di qualsiasi truppa nativa africana da parte di qualsiasi potenza europea". Il 27 aprile 1920 si tenne a Londra una protesta di massa organizzata congiuntamente da tutti i principali gruppi femministi britannici, ovvero la Women's International League for Peace and Freedom, la National Federation of Women Workers, la Federation of Women Teachers, la Co-operative Women's Guild, l'Association of Women Clerks and Secretaries e il Fabian Women's Group, per condannare la Francia per i presunti crimini di guerra commessi dai senegalesi. Nel corso della manifestazione, Morel chiese: "che nell'interesse dei buoni sentimenti tra tutte le razze del mondo e della sicurezza di tutte le donne, questa riunione chiede alla Società delle Nazioni di proibire l'importazione in Europa per scopi bellici di truppe appartenenti a popoli primitivi".
Claude McKay, scrittore e sindacalista giamaicano arrivato a Londra alcuni mesi prima, scrisse una prima lettera al The Daily Herald che non fu pubblicata; un'altra lettera indirizzata all'editore del The Daily Herald, pubblicata il 17 aprile 1920, fu inviata dall'africanista Norman Leys, che criticò Morel per "i suoi cosiddetti fattori fisiologici", che sono "una delle grandi fonti dell'odio razziale e non dovrebbero mai essere presi in considerazione". L'articolo di Morel ricevette molta attenzione e 50.000 donne svedesi firmarono una petizione presentata all'ambasciata francese a Stoccolma per chiedere ai francesi di ritirare i loro "selvaggi" soldati senegalesi dalla Renania.
In un articolo apparso su The Labour Leader il 22 aprile 1920, Morel scrisse che i soldati africani erano lo "strumento passivamente obbediente della società capitalista" e una minaccia per le classi lavoratrici delle nazioni europee. Riflettendo la sua opposizione al Trattato di Versailles, Morel attribuì la colpa dell'orrore nero ai francesi, che avevano deliberatamente commesso il "supremo oltraggio" di inviare queste "decine di migliaia di uomini selvaggi" in Renania. Morel predisse che l'orrore nero avrebbe causato un'altra guerra mondiale, descrivendo il pensiero del ragazzo tedesco medio: "Ragazzi, questi uomini hanno violentato le vostre madri e le vostre sorelle". Christopher Thomson, politico del Partito Laburista ed ex generale, pubblicò un articolo sul The Daily Herald in cui affermò che, in base all'esperienza del suo servizio militare in Africa, era a conoscenza delle "inclinazioni sessuali" degli africani "che, in mancanza della propria razza, devono avere rapporti con le donne europee". Thomson denunciò la Francia per aver addestrato "questi selvaggi" ai quali "viene insegnato a disprezzare le razze europee".
Il 14 aprile 1920, il deputato laburista Josiah Wedgwood dichiarò alla Camera dei Comuni che il suo partito "non considerava i senegalesi come truppe adatte a presidiare le città tedesche" e chiese al governo di fare pressione sulla Francia affinché ritirasse i senegalesi. Nella primavera e nell'estate del 1920, i deputati laburisti sollevarono ripetutamente la questione dell'orrore nero in Renania e chiesero al governo di costringere i francesi a ritirare i loro soldati africani. Nel settembre 1920, durante una riunione del Congresso sindacale, furono distribuite ai delegati delle copie gratuite dell'opuscolo di Morel The Horror on the Rhine, affinché imparassero a conoscere le "ingiustizie" di Versailles e gli "orrori" affrontati dalla classe operaia della Renania.
Il 30 aprile 1920, il quotidiano canadese di sinistra British Columbia Federationist pubblicò in prima pagina l'articolo "The Black Scourge Is Now Ravaging Europe", affermando che "era una rivelazione così orribile che solo il più forte senso del dovere di far sapere al pubblico cosa stesse succedendo ci avrebbe indotto a pubblicarla". Il 10 maggio 1920, il primo ministro svedese Hjalmar Branting dichiarò in un discorso di credere nella veridicità delle affermazioni di Morel, affermando che, in quanto bianco, era indignato dal fatto che i francesi avessero schierato le truppe senegalesi in Renania. Nell'agosto 1920, Morel utilizzò per la prima volta l'espressione "orrore nero sul Reno" in uno dei suoi pamphlet per descrivere le presunte atrocità.

## Indagini sulle richieste di risarcimento
Negli Stati Uniti arrivarono così tante lettere di cittadini indignati che il Presidente Wilson, nel giugno 1920, chiese al Segretario di Stato Bainbridge Colby di far indagare l'ambasciatore americano a Parigi, Hugh Campbell Wallace. Il generale Henry T. Allen, insieme al diplomatico E. L. Dresel, condusse un'indagine e riferì il 25 giugno 1920 che quasi tutte le storie sull'"orrore nero sul Reno" erano infondate e il generale Allen lodò la "buona disciplina" dei senegalesi: entrambi conclusero che queste storie erano state inventate ad arte per influenzare l'opinione pubblica statunitense. Dopo l'Estate Rossa del 1919, che aveva visto violenze e rivolte in tutti gli Stati Uniti causando centinaia di morti, l'opinione pubblica americana bianca fu molto sensibile alle storie di neri "arroganti" e incline a simpatizzare con coloro che sostenevano di essere minacciati dai neri. Il governo degli Stati Uniti non scelse di rendere pubblici i rapporti di Dresel e Allen all'epoca.
Lewis Gannett, giornalista di The Nation, si recò in Renania per indagare sulle accuse e le trovò per lo più false: scoprì che c'erano stati casi di stupro di donne e ragazze tedesche da parte dei senegalesi, ma in numero di gran lunga inferiore a quanto asserito da Morel; scoprì che anche le truppe bianche francesi avevano violentato le donne tedesche (questione che non interessò molto Morel); e che nei casi di stupro "i francesi hanno inflitto punizioni severe a tutti i soldati colpevoli". Uno studio condotto dal giornalista britannico James Ellis Barker, pubblicato nell'edizione di luglio 1921 di Current History, rilevò che tra il 1918 e il 1921 furono registrate 72 accuse credibili di condotta criminale nei confronti delle "truppe di colore" in Renania, di cui solo 9 furono accuse di stupro. Lo studio di Baker elencò anche 96 accuse di condotta criminale giudicate "dubbie" e 59 "ingiustificate". Il giornalista tedesco Maximilian Harden sostenne che i rapporti sessuali tra i soldati "di colore" dell'esercito francese e le donne tedesche in Renania erano per lo più consensuali, scrivendo: "Le donne tedesche sono state le principali responsabili della mescolanza di sangue bianco e di colore che si è verificata lungo il Reno".
Lo storico tedesco Christian Koller scoprì in uno studio che la maggior parte delle denunce furono organizzate. Le denunce presentate a Worms furono in gran parte contro i soldati marocchini, di solito per rissa, e Koller scoprì che le denunce per violenza sessuale contro i senegalesi furono "rare", con il sindaco di Worms che in realtà voleva che i senegalesi "ben disciplinati" rimanessero piuttosto che essere sostituiti dai più combattivi marocchini. A Wiesbaden, i rapporti tra i renani e le forze francesi erano più tesi a causa delle risse, dei danni alle proprietà e di "quattro casi di morte causati dalle truppe di colore". Koller notò anche la natura vaga delle affermazioni sull'orrore nero e che, quando si entrava nei dettagli, molte delle denunce per stupro avevano una "somiglianza" non solo con i resoconti dei presunti stupri, ma persino con le stesse parole e formulazioni, il che portò Koller a concludere che i resoconti fossero quasi certamente inventati. Nel complesso, Koller riscontrò alcuni casi isolati di stupro da parte di soldati "di colore", ma nulla a sostegno dell'affermazione di un regno del terrore in Renania da parte delle forze "di colore".
Lo storico Raffael Scheck ha scritto che la maggior parte dei giornali tedeschi al di fuori della Renania pubblicarono le storie dell'orrore nero, ma in realtà sembra che le relazioni tra le truppe "di colore" e i renani fossero "per lo più amichevoli, a volte anche troppo amichevoli per i critici", dato che alcune donne renane diedero alla luce figli illegittimi dai tratti somatici africani, berberi, arabi e asiatici, etichettati e denigrati con il nome di bastardi della Renania.
Nell'estate del 1920, Morel si recò in Renania per indagare personalmente sulla questione e nell'agosto dello stesso anno pubblicò il suo pamphlet The Horror on the Rhine. Nel giro di un mese, tutte le 5.000 copie furono esaurite e nell'aprile del 1921 furono ristampate altre 8 edizioni. La terza edizione fu sostenuta dall'ex cancelliere tedesco il Principe Max di Baden, da Jean Longuet del Partito Socialista Francese, da quattro membri socialisti del parlamento italiano e dal generale C. B. Thomson. Nel libro, Morel scrisse che i neri avevano una sessualità incontrollata e feroce che li portava a voler violentare le donne bianche, "singolarmente o in coppia, a volte in gruppi, uomini grandi e robusti, provenienti dai climi più caldi, armati di baionetta o di coltello, a volte di rivoltella, che vivono una vita innaturale e senza freni, con le loro feroci passioni che si accendono dentro di loro, vagano per le campagne". Il filosofo afroamericano Alain LeRoy Locke visitò la Renania per indagare sulle affermazioni di Morel e le trovò per lo più prive di fondamento. Locke intervistò anche i soldati dell'esercito francese, li elogiò come forza multirazziale e affermò che il morale dei senegalesi reggeva bene.

## Accoglienza internazionale
Le affermazioni del governo tedesco influenzarono l'opinione pubblica statunitense. Dudley Field Malone, leader del Partito Contadino-Laburista, scrisse al Presidente Wilson che: "le persone riflessive in America e nel mondo intero sono inorridite dalla vittimizzazione di donne e ragazze tedesche da parte di truppe africane semiselvatiche". Lo scrittore francese Romain Rolland rilasciò una dichiarazione in cui approvò gli articoli di Morel e dichiarò: "L'incredibile cecità degli uomini di Stato che, senza rendersene conto, stanno consegnando l'Europa ai continenti neri e gialli, che armano con le loro stesse mani, è essa stessa lo strumento inconsapevole del Destino". Lothrop Stoddard, professore ad Harvard, eugenista e suprematista bianco dichiarato, aveva appena pubblicato il suo best seller The Rising Tide of Color Against White World-Supremacy mettendo in guardia dalla minaccia nero-asiatica contro quella che definì "la supremazia bianca nel mondo". Dopo aver letto The Horror on the Rhine di Morel, Stoddard espresse subito il suo parere favorevole, mettendo in guardia sulla "estrema fecondità" dei neri e sul fatto che "il sangue nero, una volta entrato in un ceppo umano, sembra non essere mai più davvero estirpato".
Nell'ottobre del 1920, durante una conferenza di ecclesiastici protestanti a Ginevra, un pastore luterano tedesco chiese alla conferenza di condannare l'orrore nero. Il reverendo afroamericano John R. Hawkins, in rappresentanza della chiesa episcopale metodista africana di Washington, rispose: "È stato molto spiacevole che abbia colto l'occasione per trascinare in questo luogo di sentimenti alti e nobili la melma e il veleno del mostro, il pregiudizio di colore [...]. Crimini commessi da soldati ubriachi per risentimento e dovuti alle passioni delle battaglie sanguinose sono seguiti a tutte le guerre; non c'è motivo di fare questa distinzione particolare e di ritenere le sole truppe di colore colpevoli di tali atrocità... I crepuscolari figli di Ham, provenienti dall'Africa o dall'America, giunti in Europa sono tra i più coraggiosi dei coraggiosi e i più nobili dei nobili, e non starò in silenzio mentre il loro primato viene attaccato".
Il Christian Science Monitor (CSM), in un editoriale del 28 ottobre 1920, scrisse: "La Francia è andata anche oltre l'occhio per occhio e ha superato la Germania nel suo momento peggiore, in un modo così terribile che è impossibile indulgere in dettagli". Due settimane dopo, il CSM ritrattò l'editoriale dopo aver ricevuto una lettera dal console francese a Coblenza, dove dimostrò che il numero totale di senegalesi in Renania era di 5.000 e non dei 50.000 asseriti; che in totale ci furono 13 casi di stupro denunciati e non le migliaia asserite dal CSM. In tutti e 13 i casi, gli stupratori furono condannati a morte e il console fece notare che l'esercito francese non tollerava gli stupratori nei suoi ranghi. L'Auswärtige Amt, vedendo che le storie sull'"orrore nero sul Reno" erano efficaci per guadagnare la simpatia internazionale verso il Reich, aumentò notevolmente la sua propaganda con opuscoli che descrivevano dettagliatamente i presunti crimini di guerra commessi dai senegalesi, pubblicati in inglese, olandese, francese, italiano, spagnolo e portoghese: attribuì una tale importanza alla promozione di queste storie che le ambasciate tedesche a Lima e a Santiago ricevettero l'ordine di rendere la divulgazione di Die schwarze Schand la loro priorità. Nelson descrisse gli opuscoli distribuiti dai diplomatici tedeschi, alcuni dei quali scritti da "pazzi" e che rasentavano la pornografia nella loro rappresentazione di belle ragazze tedesche violentate da brutali africani, come la lunga lista di stupri che i senegalesi avrebbero commesso contro donne e ragazze tedesche su ordine dei loro ufficiali francesi. Nel 1921, a Monaco di Baviera fu prodotto un film sul tema dell'"orrore nero sul Reno" proiettato in tutta la Germania e nei Paesi Bassi. Nel giugno del 1921, Beveridge tenne un discorso alla Sagebiel Hall di Amburgo a cui parteciparono circa 50.000 persone, in cui accusò i senegalesi di aver violentato migliaia di donne e ragazze tedesche da quando erano presenti in Renania.
Gran parte della furia che le truppe "di colore" suscitarono in Germania fu dovuta al modo in cui invertirono la normale gerarchia razziale, con uomini neri, scuri e asiatici che detenevano il potere sui tedeschi bianchi: il tema ricorrente delle lamentele tedesche contro i senegalesi era che la Germania era stata "colonizzata" dagli africani. Durante la prima guerra mondiale, la presenza di africani che combattevano nell'esercito francese aveva reso, secondo la storica britannica Barbara Bush, "il sesso trans-razziale tra donne bianche e uomini neri di tutte le classi un'ossessione per gli uomini bianchi". L'invio di truppe senegalesi in Renania aveva fatto leva su queste paure. L'ambasciatore britannico in Germania, Lord D'Abederon, scrisse: "La guerra ha aumentato il rispetto e l'avversione dei tedeschi per gli inglesi, ma non ha fatto nulla per diminuire la loro convinzione di essere più forti dei francesi. Ciò continuerà inconsciamente, qualunque cosa accada, anche se la Francia possiede un'armata soverchiante e i tedeschi non hanno mezzi organizzati di resistenza". Un tema di gran parte della propaganda sull'orrore nero fu il disprezzo massiccio per i francesi che dovevano usare truppe "di colore" per combattere le loro guerre. Uno dei principali propagandisti dell'orrore nero, August Ritter von Eberlein, scrisse: "Senza le sue truppe di colore, la Francia non è in grado, nella situazione attuale, di mantenere il suo militarismo e imperialismo".
La paura della sessualità degli uomini neri era particolarmente sentita dalle femministe bianche e per tutti gli anni venti le pubblicazioni femministe negli Stati Uniti e nel Regno Unito presentarono le storie dell'"orrore nero sul Reno" come veritiere. Un'eccezione interessante si verificò quando il giornale canadese The British Columbia Federationist pubblicò nell'ottobre 1920 un articolo intitolato "La Francia crea l'inferno a ovest del Reno", accusando i soldati senegalesi di aver commesso "numerosi oltraggi contro donne e ragazze". Lo storico canadese Peter Campbell osservò che "l'aspetto affascinante" fu che non c'erano lettere indirizzate al direttore del giornale che esprimessero approvazione o disapprovazione; il che, osservò, fu strano dato il modo in cui l'articolo fece leva sui pregiudizi nel modo più elementare, suggerendo che i lettori del The British Columbia Federationist, in gran parte bianchi e della classe operaia, non approvavano il messaggio anti-nero. In Francia, il socialista francese Charles Gide scrisse sull'edizione del 16 marzo 1921 del giornale Foi et Vie che Morel sosteneva di voler proteggere gli africani, ma che: «il genere di protezione del signor Morel ricorda un po' i precetti della Società per la protezione degli animali: "Siate buoni con gli animali"».
Un gruppo fondato a Monaco di Baviera nel settembre 1921 per combattere l'orrore nero fu il Notbund, guidato da Heinrich Distler. Noto per le sue iperboli entusiastiche e per le sue affermazioni solitamente false, il Notbund sosteneva che i senegalesi violentavano 100 donne al giorno in Renania e che i malgasci avevano causato le epidemie di tubercolosi, dissenteria, sifilide, malaria, febbre di Malta, lebbra, Phagedänismus e vermi parassitari in Renania. Facendo appello all'ignoranza medica dei suoi lettori sostenendo che era possibile contrarre la lebbra anche con la sola presenza di un uomo nero, senza nemmeno toccarlo. Lo scrittore e storico Norman Angell, nel suo libro del 1921 The Fruits of Victory, scrisse che l'aspetto peggiore del Trattato di Versailles era lo stazionamento dei senegalesi in Renania e accusò i francesi di aver messo dei "cannibali provenienti dalle foreste africane" nelle "colte" città universitarie della Renania.

## Paure razziali
Le motivazioni degli scrittori dell'orrore nero furono molto diverse tra loro. La sociologa tedesca Iris Wigger divise gli scrittori in due tipi principali: il "razzismo liberale" che abbracciava scrittori come E. D. Morel e l'ex primo ministro italiano Francesco Saverio Nitti, che usavano le storie dell'orrore nero principalmente come arma per attaccare il Trattato di Versailles, e il "razzismo conservatore" che abbracciava figure come lo scrittore tedesco Guido Kreutzer e l'attrice americana Ray Beveridge, che si trovavano principalmente in Germania e che usavano le storie dell'orrore nero principalmente come arma per attaccare la Repubblica di Weimar.

### Il razzismo di sinistra
Morel era un antirazzista che lottò per gli africani, li riteneva molto più vicini alla natura rispetto agli europei e che quindi avessero "l'anima incolta del selvaggio" e non fossero all'altezza delle esigenze della moderna società industriale; riteneva quindi che i neri, essendo creature dotati di "forti emozioni", dovessero essere protetti dalla "civiltà moderna" che non erano in grado di gestire, il che spiega la sua campagna contro lo Stato Libero del Congo che all'inizio del XX secolo cercò di importare la moderna disciplina del lavoro. Allo stesso tempo, Morel riteneva che gli africani, non avendo l'autodisciplina dei bianchi, avessero una sessualità incontrollata. In un saggio del 1911, dopo aver visitato la Nigeria, Morel aveva scritto che la "riproduzione" della razza nera era la principale "ossessione" di tutti i neri, scrivendo del richiamo "istintivo e misterioso" del bisogno razziale che presumibilmente rendeva tutti i neri ossessionati in continuazione dal sesso, escludendo tutto il resto, dichiarando che l'"ossessione sessuale" era il "desiderio razziale elementare" dei neri. Secondo questo punto di vista, finché gli africani fossero stati lasciati nel loro "stato selvaggio naturale", tutto sarebbe andato bene, poiché non erano in grado di soddisfare l'autodisciplina sessuale degli europei, motivo per cui Morel condannava gli sforzi dei missionari in Africa. Pur condannando il crudele sfruttamento dello Stato Libero del Congo, Morel credeva nell'imperialismo, ma non in quello crudele e sfruttatore, scrisse che era dovere dei bianchi fungere da "fiduciari" per i neri e da "grande padre bianco" per proteggere i "diritti umani fondamentali" degli africani, accettando allo stesso tempo la natura "infantile" dei neri che non erano in alcun modo uguali ai bianchi.
Morel era anche antifrancese, non solo per la sua opposizione al Trattato di Versailles, ma per la natura della "missione civilizzatrice" francese in Africa, in base alla quale ogni africano disposto ad abbracciare la lingua e la cultura francese sarebbe diventato francese e teoricamente uguale ai bianchi, cosa che minacciava di sconvolgere le convinzioni di Morel sull'essenziale inferiorità biologica dei neri. Morel riteneva che gli africani commettessero dei crimini oltraggiosi contro i tedeschi in Renania perché i francesi li avevano potenziati rendendoli, almeno in teoria, cittadini francesi di colore della repubblica al pari di chiunque altro. Proprio perché Morel credeva nella sessualità incontrollata dei neri, per lui era ovvio che i senegalesi "sessualmente incontrollati e incontrollabili" si sarebbero scatenati in Renania, violentando tutte le donne tedesche. Nell'ambito del suo appello alla solidarietà internazionale nei confronti di una Germania presunta vittima del Trattato di Versailles, Morel scrisse: "Per le classi lavoratrici l'importazione di centinaia di migliaia di mercenari negri dal cuore dell'Africa, per combattere le battaglie ed eseguire le brame dei governi capitalisti nel cuore dell'Europa è un terribile presagio. I lavoratori, sia in Gran Bretagna che in Francia e in Italia, saranno mal consigliati se permetteranno che passi silenziosamente perché oggi le vittime sono tedesche" Morel utilizzò la presunta violenza sessuale di massa commessa contro le donne in Renania come un appello all'unità razziale, scrivendo che era nell'interesse di tutti i popoli bianchi aiutare la Germania a rivedere i termini di Versailles che permettevano l'"orrore nero sul Reno". Allo stesso modo, Morel usò l'orrore nero come un modo per attaccare la Francia che aveva causato l'"orrore sessuale sul Reno" e il cui "regno del terrore" era un "male gigantesco" che avrebbe dovuto ispirare la "vergogna in tutti e quattro gli angoli del mondo" e, in ultima analisi, avrebbe dovuto "una revisione del Trattato di Versailles e il sollievo per la Germania."
Nitti, politico italiano liberale noto per i suoi appelli a favore degli "Stati Uniti d'Europa", riteneva che solo quando tutte le nazioni europee fossero diventate una sola si sarebbero risolti tutti i problemi dell'Europa moderna. A questo proposito, si oppose fortemente al Trattato di Versailles, che definì uno "strumento di oppressione" contro la Germania, la "nazione più colta" del mondo. Nella sua critica a Versailles, scrisse che i francesi avevano portato in Renania le "nazioni più arretrate", che alcune delle "città più colte d'Europa" erano state sottoposte alla "violenza negra" e a "prove fisiche e morali sconosciute da secoli nei Paesi civili". Nitti scrisse che l'occupazione della Renania "non aveva alcuno scopo militare", ma era piuttosto un "tentativo di costringere la Germania allo sfinimento morale". Allo stesso tempo, Nitti, che era molto preoccupato per la prospettiva di una rivoluzione comunista in Germania, usò le storie dell'orrore nero come un modo per creare unità in Germania, esortando tutti i tedeschi, indipendentemente dalla classe sociale, a unirsi nella lotta comune contro la Francia. Nel suo appello all'unità europea, Nitti fece di tutto per dipingere i soldati africani della Francia come un corpo estraneo che non apparteneva affatto all'Europa, il che gli permise di condannare la Francia come nazione responsabile dello stato delle cose: scrisse che i senegalesi erano colpevoli di "ogni forma di violenza e di crimine" in quanto "ieri rappresentanti di razze cannibali" che ora occupavano il "paese dei più grandi pensatori d'Europa". Nel corso dei suoi discorsi e dei suoi saggi, Nitti tracciò un contrasto tra gli europei che costituivano la civiltà e gli africani che rappresentavano la barbarie, arrivò persino a dire di essere scioccato nel vedere e sentire "bande musicali di negri e berberi d'Africa" suonare "programmi di musica africana" nelle "piazze delle città occupate" e che gli "sembrava insopportabile" che i tedeschi, la cui nazione era una "culla del genio musicale", ascoltassero "musica negra". Nella sua richiesta di rivedere Versailles, Nitti esortava le altre nazioni europee, insieme agli Stati Uniti, a "salvare la cultura... dall'inondazione della barbarie", poiché "la caduta della Germania" avrebbe significato "la caduta di una [delle] maggiori forze motrici dell'umanità". All'interno della sua richiesta di uno sforzo pan-occidentale per salvare la Germania, Nitti scrisse di poter sentire il "grido di dolore della donna tedesca", che, secondo lui, era una "terribile accusa contro i popoli cristiani", che si definivano "civili e democratici".
Wigger afferma che gli scrittori di entrambe le parti erano ugualmente razzisti, ma c'era una differenza tra il filone di Morel e di Nitti, il cui interesse principale era di rivedere i termini di Versailles a favore della Germania, e quelli come Kreutzer e Beveridge, il cui interesse principale era di dimostrare che la Repubblica di Weimar era troppo "debole" per tenere testa alla Francia. La stessa conclusione fu raggiunta dallo storico britannico Peter Collar: "[...] esisteva in Germania un disaccordo fondamentale sul valore della propaganda e sull'uso che se ne poteva fare. Per gli idealisti della nuova Repubblica essa rappresentava un modo per la Germania di promuovere la propria causa all'estero nel senso più ampio del termine e di allontanarsi dagli eccessi dell'epoca guglielmina. La destra vedeva le cose in modo molto diverso. Nell'estrema destra esisteva un profondo desiderio di tornare alla certezza autoritaria del passato, un passato idealizzato nell'immaginazione. I concetti alla base della nuova Repubblica erano totalmente estranei e dovevano essere contrastati in ogni occasione". La campagna contro l'orrore nero non fu l'unica campagna coordinata dal governo del Reich, ma ci furono diverse campagne lanciate dai governi del Reich, come la Baviera e la Prussia insieme a una serie di altri gruppi privati. Con le eccezioni dei comunisti e dei socialdemocratici indipendenti, tutti i gruppi politici tedeschi appoggiarono la campagna contro l'orrore nero, sebbene Collar abbia descritto il partito socialdemocratico di maggioranza della Germania più come "compagni di viaggio nella guerra di propaganda che come forza trainante". Il razzismo fu così pervasivo in Europa all'epoca che "l'uomo nero o di colore era generalmente considerato dall'europeo bianco come un suo inferiore".

### Il razzismo di destra
Ray Beveridge, un'attrice americana conservatrice, germanofila e fervente razzista, utilizzò la storia dell'orrore nero come appello per una Volksgemeinschaft ("comunità del popolo") di destra, esortando il popolo tedesco a rifiutare la Repubblica di Weimar e a riunirsi intorno alla destra völkisch, che a suo parere erano gli unici in grado di "opporsi" alla Francia. Beveridge, nota per le sue affermazioni esagerate e per uno stile discorsivo che cercava di fare appello ai peggiori pregiudizi del suo pubblico, parlò spesso dei "neri senza cervello" con "enormi pulsioni sessuali e passioni sfrenate" che presumibilmente avrebbero attaccato "donne bianche, ragazze bianche, giovani bianchi, spesso anziani e persino bambini". I discorsi della Beveridge furono molto seguiti e, come descritto nei resoconti dei giornali dell'epoca, furono accolti da grandi applausi; altre persone coinvolte nella campagna per l'orrore nero, come Margarete Gärtner, presidentessa della Rheinische Frauenliga, considerarono la Beveridge un ostacolo, poiché nei suoi discorsi era incline a fare affermazioni esagerate e false che poi venivano facilmente confutate dai francesi. L'Auswärtige Amt, in un rapporto, affermò che la Beveridge danneggiò la parte tedesca in quanto "supera il Notbund nei suoi estremismi isterici". Collar definì la Beveridge come la figura più estrema di tutti gli oratori sul tema dell'orrore nero, descrivendola come la portavoce preferita dell'estrema destra tedesca per i suoi discorsi che rappresentavano "nient'altro che l'istigazione all'odio razziale".
In uno dei suoi discorsi, la Beveridge disse: "Le armi vi sono state tolte, ma restano ancora una corda e un albero. Riprendete le armi naturali a cui ricorrono i nostri uomini del Sud: linciate! Impiccate ogni nero che aggredisce un bianco!" Collar scrisse che la Beveridge, che parlava correntemente il tedesco, era un "oratore carismatico... in grado di trascinare il suo pubblico nella frenesia". Il collante di tutto questo discorso fu l'appello della Bevridge per la Volksgemeinschaft, quando affermò che lo "spirito tedesco, la scienza tedesca, la cultura tedesca e il lavoro tedesco" erano più che sufficienti per sconfiggere la Francia, a condizione che tutti i tedeschi stessero "fedelmente insieme" e mettessero la nazione davanti alla "politica di partito". In un discorso in una birreria di Monaco, la Beveridge dichiarò: "Tedeschi uniti - l'unità è potere - solo con il potere si possono scuotere le catene di Versailles!". Nel suo appello, parlò della necessità di mantenere puro il Volkskörper, e come tale le donne tedesche, viste come portatrici della prossima generazione di tedeschi, erano la parte più importante del Volkskörper. Per la Beveridge, i presunti crimini sessuali contro le donne tedesche erano già abbastanza gravi, ma ancor più gravi erano le minacce al Volkskörper, che mettevano a repentaglio l'esistenza stessa della "razza tedesca", la purezza del Volkskörper era così importante che qualsiasi uomo che non avesse combattuto contro l'orrore nero non solo era un "fannullone" e un "traditore del suo Paese", ma in generale anche un "traditore della razza bianca". La Beveridge parlò spesso della sua "vergogna" per la "razza tedesca" che non era disposta a "proteggere" l'"onore" delle sue donne dal Fremdkörper (corpo estraneo) che ora stava minacciando il Volkskörper in Renania.
All'epoca del putsch di Monaco, la Beveridge si schierò a favore dei nazionalsocialisti, dichiarando che era "un enorme onore" mobilitare, insieme al marito tedesco, "il Chiemgau per Adolf Hitler": in un discorso dell'epoca, disse che Hitler e il generale Erich Ludendorff erano i suoi "eroi tedeschi". In seguito, rinunciò alla cittadinanza statunitense in favore di quella tedesca, si unì al NSDAP e fu una nota "ammiratrice di Hitler".
Allo stesso modo, lo scrittore tedesco völkisch Guido Kreutzer utilizzò l'orrore nero per attaccare sia quello che considerava l'ingiusto Trattato di Versailles sia, ancor più, la Repubblica di Weimar, troppo "debole" per tenere testa alla Francia. Nel suo popolarissimo romanzo del 1921 Die Schwarze Schmach: Der Roman des geschändeten Deutschlands, Kreutzer ritrae i soldati senegalesi e marocchini come criminali stupratori che violano migliaia di ragazze tedesche innocenti nella Renania, tutte di aspetto stereotipato "ariano" con pelle chiara, capelli biondi e occhi azzurri, mentre l'eroe del romanzo chiama ripetutamente i senegalesi "feccia negra". La prefazione di Die Schwarze Schmach fu scritta dall'attivista völkisch Ernst zu Reventlow, lodò il romanzo come un appello necessario per la Volksgemeinschaft, scrisse che Gesù Cristo aveva insegnato a tutti i cristiani ad amare il prossimo e quindi tutti i tedeschi avrebbero dovuto amare i renani e odiare i francesi; a questo proposito, si lamentò del fatto che il popolo tedesco fosse in quel momento troppo disunito e avesse bisogno di unirsi odiando i francesi, motivo per cui raccomandava la lettura del romanzo.
Kreutzer utilizzò Die Schwarze Schmach per attaccare la Repubblica di Weimar, dipinta come debole e inefficace di fronte all'orrore nero, e invitò i tedeschi ad abbracciare un "uomo forte" che avrebbe governato come un dittatore. La copertina di Die Schwarze Schmach mostrava un uomo nero scimmiesco che indossava l'uniforme di un soldato semplice dell'esercito francese e teneva in braccio una donna bianca seminuda con un'espressione lasciva sul volto. Il protagonista del romanzo è il barone von Yrsch, aristocratico ex generale dell'esercito prussiano, eroe di guerra e amico dell'ex imperatore Guglielmo II, che vive nella sua tenuta fuori da una città della Renania insieme alla sua bella figlia, che i senegalesi vogliono naturalmente violentare. Riflettendo le sue idee nazionalistiche, Kreutzer fa dire a un ufficiale francese: "L'esercito tedesco era il vincitore morale. Solo la superiorità numerica e la fame l'avevano finalmente costretta in ginocchio. La Francia da sola sarebbe stata invasa dalla Germania in meno di quattro settimane senza essere in grado di opporre alcuna seria resistenza". I marocchini che servono nell'esercito francese sono descritti come aventi "una faccia rozza di colore nero-marrone; occhi giallastri sporgenti sepolti in profondità sotto la fronte e l'elmetto d'acciaio; i denti da predatore abbaglianti tra le labbra rosso fuoco". Un altro personaggio secondario è Lampré, figlio di un industriale renano e separatista che inizialmente collabora con i francesi, ma si rende conto dell'errore commesso di fronte all'orrore nero e, nel momento culminante del romanzo, salva la figlia di Yrsch dallo stupro uccidendo un ufficiale "mulatto" dell'esercito francese. Il cattivo del romanzo è il capitano "mulatto" Mustapha Hassan dell'esercito francese; il fatto che il "mezzo arabo" Hassan sia un musulmano, autoproclamatosi "corvo nero di Allah", discendente di guerrieri musulmani che combatterono contro le Crociate, era inteso da Kreutzer per mostrare che la Francia non è più una nazione cristiana europea "civilizzata", ma è diventata piuttosto una nazione "mulatta" che ha rifiutato i valori della famiglia europea delle nazioni.
Kreutzer utilizzò il testo anche per rafforzare i tradizionali ruoli di genere, in quanto le donne tedesche sono ritratte come deboli e passive, incapaci di proteggersi dalla furia di senegalesi e marocchini e bisognose di essere protette dai "virili" uomini tedeschi. Utilizzando il linguaggio völkisch, Kreutzer esortò tutti i tedeschi a provare compassione per i loro "tormentati volksgenossen" in Renania, a riscoprire la loro "fonte di forza nazionale" unendosi contro il nemico comune e a permettere alla "scintilla völkisch di diffondersi". Nel romanzo, i corpi delle donne tedesche rappresentano sia letteralmente che simbolicamente la tormentata nazione tedesca attaccata dai "selvaggi" africani, con il corpo femminile che funge da simbolo della purezza razziale tedesca, i bambini nati da madri tedesche e padri senegalesi nascono tutti "fisicamente e moralmente degenerati" e non sono considerati tedeschi. Inoltre, tutte le donne stuprate dai senegalesi cessano di essere tedesche nel momento stesso in cui vengono violentate e viene chiarito che non c'è posto per loro nella Volksgemeinschaft. Kreutzer accusa la Francia di cercare di "minare la salute della nazione" permettendo ai soldati africani di "stuprare e profanare" le donne tedesche, che sono ritratte come simboli virtuosi, sani e casti della purezza razziale tedesca, benedette con il sacro compito di generare la prossima generazione di tedeschi. Infine, Kreutzer utilizzò Die Schwarze Schmach come un modo per attaccare i socialdemocratici, dato che un gruppo di personaggi della classe operaia della Renania nel romanzo alla fine abbandonò la SPD, scoprendo che solo i leader di destra come Yrsch possono creare la Volksgemeinschaft che permetterà alla Germania di opporsi alla Francia. Nel romanzo, la classe operaia marcia sotto le "vecchie bandiere nere, bianche e rosse" per protestare contro l'orrore nero e l'ordine di espulsione dell'"eroe nazionale" Yrsch; in Germania i colori rosso, bianco e nero simboleggiano la destra, mentre i colori rosso, nero e oro simboleggiano la sinistra. Il romanzo ribadisce ripetutamente che solo se il popolo tedesco è unito come un'unica entità nella Volksgemeinschaft la Germania potrà riprendersi dalla sconfitta del 1918, e in tutto il romanzo i tedeschi di tutte le classi sono visti come vittime dei francesi e delle loro truppe "di colore".
Wigger suggerisce che Kreutzer stia usando il suo razzismo come un modo per unire tutti i tedeschi, dal momento che i personaggi della classe operaia trovano la questione della purezza razziale più importante dei loro salari, delle condizioni di lavoro e degli standard di vita, e a un certo punto un funzionario sindacale dice che ogni famiglia operaia deve opporsi agli "scioperi folli e alle agitazioni comuniste" che indeboliscono l'unità della nazione tedesca. A questo proposito, nel romanzo, quando i leader sindacali rimproverano il padre di Lampré per le sue attività di tradimento, egli cessa di essere un capitalista "sfruttatore" e si trasforma in un "buon capitalista tedesco" dal rapporto molto paterno verso i suoi operai. Alla fine del romanzo, Lampré sposa Marlene e diventa una macchina per uccidere, affermando che nessuno minaccerà più il suo "santuario tedesco" e che la sua "anima è finalmente in pace" mentre si dedica con gusto all'uccisione di senegalesi e marocchini.
Collar ha scritto che nel romanzo di Kreutzer, l'orrore nero era "quasi sussidiario ai suoi occhi rispetto a una questione più grande: il semplice fatto che la Germania aveva perso la guerra. Il libro era semplicemente l'espressione del suo risentimento e della sua furia. Il tenore del libro lascia pochi dubbi sul fatto che riflettesse le opinioni dei circoli völkisch di estrema destra, per i quali la sconfitta era arrivata come un duro colpo e per i quali la nuova Repubblica era un abominio. Per loro lo Schwarze Schmach era chiaramente solo un elemento della serie di rimostranze contro la Francia. L'incitamento all'odio pubblico che portava a una guerra di vendetta in un futuro indefinito era molto evidente".

## Risposte

### In Francia
In risposta alle storie sull'orrore nero, il governo francese pubblicò degli opuscoli per confutare le "calunnie" diffuse oltre a diversi giornali francesi che accusarono i tedeschi di razzismo. Nel 1921, il governo francese pubblicò La campagne contre les troupes noires, che difendeva i senegalesi e sottolineava le inesattezze degli articoli di Morel e dei discorsi della Beveridge, ad esempio che 50.000 senegalesi non erano stati stanziati in Renania, mentre il numero totale di truppe "di colore" in Renania era di 25.000, di cui 4.000 senegalesi. Il pamphlet citava anche dei giornali tedeschi come Sozialistische Republik, Der Christliche Pilger e Deutsche pazifistische Monatsschrift, che riportavano tutti articoli che testimoniavano il buon comportamento delle truppe "di colore". A Parigi fu fondato il Comité d'Assistance aux Troupes Noires per difendere la reputazione dei senegalesi. I medici dell'esercito francese pubblicarono delle statistiche dove dimostravano l'assenza di un tasso alto di sifilide tra i senegalesi e che l'affermazione tedesca secondo cui gli africani avevano portato la malattia del sonno in Renania non poteva essere vera poiché nessuno dei senegalesi di stanza in Renania ne era affetto. Furono pubblicate anche le lettere d'amore tra le donne tedesche e i loro fidanzati senegalesi nel tentativo di dimostrare che i senegalesi non erano bruti senza cervello intenti a stuprare le donne bianche.
La storica americana Julia Roos ha scritto che il dibattito sulle storie dell'orrore nero era trasversale alle linee ideologiche: ad esempio, in Francia, erano soprattutto i gruppi di sinistra, che ritenevano il Trattato di Versailles troppo duro nei confronti della Germania, ad essere i più ricettivi nei confronti della promozione delle storie dell'orrore nero, mentre erano i conservatori, che credevano nella giustizia di Versailles, a difendere i senegalesi contro le affermazioni dell'orrore nero.

### Negli Stati Uniti
Gli sforzi francesi furono vani. La notte del 28 febbraio 1921, al Madison Square Garden di New York, si tenne una manifestazione di protesta a cui parteciparono 12000 persone, in cui la Francia fu condannata per l'orrore nero. Un rappresentante repubblicano, Frederick A. Britten, emise una risoluzione che condannava la Francia per l'orrore nero e che definiva i senegalesi "semi-civilizzati, inutili e spesso brutali diffamatori di donne". La femminista americana Harriet Connor Brown, in una lettera al Dipartimento di Stato scritta all'inizio del 1921, accusò i soldati senegalesi di stupri e dei tentativi di stupro, "crimini immorali contro i ragazzi" e di aver costretto gli ufficiali tedeschi in Renania ad aprire bordelli a loro beneficio. La Lega internazionale delle donne per la pace e la libertà emise una dichiarazione di condanna dell'orrore nero, fu firmata da tutti i 25 membri bianchi del suo comitato centrale; la sola che si rifiutò di firmare fu l'unica afroamericana del comitato centrale, Mary Terrell, perché la dichiarazione era un "appello diretto al pregiudizio razziale".
Il senatore repubblicano francofilo Henry Cabot Lodge ricevutte delle copie trapelate dei rapporti di Allen e Dresel, che lesse in Senato "come atto di giustizia e di cortesia verso una nazione amica [la Francia]". I giornali americani liberali come The Nation e The New Republic pubblicarono diversi articoli per sfatare le affermazioni sull'orrore nero, dimostrando che i casi di stupro da parte dei soldati senegalesi erano relativamente pochi. Il New York Times, in un articolo del 25 giugno 1921, scrisse di "un'orribile manciata di orrori sul Reno". Nel 1921, molti sindaci della Renania si lamentarono inviando delle lettere al governo di Berlino contro la propaganda dell'orrore nero che aveva avuto troppo risalto, accusando il fatto che l'immagine della Renania invasa da soldati senegalesi che saccheggiavano, stupravano e uccidevano impunemente, aveva distrutto il turismo locale e, per questo motivo, i sindaci renani chiesero al governo del Reich di bloccare la campagna di propaganda dell'orrore nero.

### Nel Regno Unito
E. D. Morel è stato uno dei principali promotori del "Black Shame" (l'orrore nero) nel Regno Unito.

## Il ritorno dell'orrore nero
Quando Raymond Poincaré, un conservatore francese ben noto per le sue opinioni sul mantenimento del Trattato di Versailles, divenne primo ministro francese nel 1922, ci fu un ritorno delle storie sull'orrore nero sia in Germania che all'estero. A Washington, il senatore democratico Gilbert Hitchcock in un discorso al Senato chiese di "suggerire alla Francia la sostituzione delle truppe bianche sul Reno con quelle nere". Quando l'ex premier francese Georges Clemenceau visitò gli Stati Uniti nel novembre 1922, il senatore Hitchcock lo affrontò sui presunti crimini in Renania. In un discorso, il senatore Hitchcock dichiarò a proposito dei senegalesi: "Sono uomini di una razza inferiore, mezza civilizzata. Sono dei bruti quando si trovano in mezzo ai bianchi, come dimostrano le prove". Otto Wiefeldt, ambasciatore tedesco a Washington, chiese ai suoi superiori di fornirgli le "informazioni aggiornate, preferibilmente con dettagli sensazionali", poiché notò che le storie sull'"orrore nero sul Reno" stavano conquistando l'opinione pubblica americana favorendo la Germania.
L'occupazione francese della regione della Ruhr l'11 gennaio 1923 fece perdere all'Auswärtige Amt l'interesse per l'orrore nero. Poincaré utilizzò deliberatamente solo truppe bianche nell'occupazione della Ruhr per evitare altre storie legate all'orrore nero, mentre l'affermazione che un reggimento senegalese fosse stato stanziato a Essen fu ampiamente creduta sia in Germania che all'estero. Per la maggior parte dei tedeschi, l'occupazione francese della Ruhr era un "crimine contro la pace" sufficientemente atroce per cui non c'era bisogno di amplificarlo con altre storie sull'orrore nero. Contemporaneamente le truppe di occupazione statunitensi furono ritirate dalla Renania nel gennaio 1923, il che significava che corteggiare l'opinione pubblica americana era meno importante. In un discorso tenuto a Darmstadt il 13 febbraio 1923, il presidente socialdemocratico tedesco Friedrich Ebert disse: "daß die Verwendung farbiger Truppen niederster Kultur als Aufseher über eine Bevölkerung von der hohen geistigen und wirtschaftlichen Bedeutung der Rheinländer eine herausfordernde Verletzung der Gesetze europäischer Zivilisation ist" ("l'impiego di truppe di colore di infima cultura come sorveglianti di una popolazione di grande importanza intellettuale ed economica come quella renana è una violazione provocatoria delle leggi della civiltà europea").

## L'ossessione continua
Dopo il 1921, il governo del Reich iniziò a minimizzare la propaganda dell'orrore nero, causando molto risentimento in una regione in gran parte cattolica che voleva staccarsi dalla Prussia a maggioranza protestante. Molti esponenti della destra völkisch fecero leva sul fatto che esistevano delle relazioni sessuali consensuali tra le donne della Renania, per lo più di classe inferiore, e i soldati "di colore" dell'esercito francese, attaccando queste donne perché mettevano al mondo i cosiddetti bastardi della Renania e minacciavano la purezza razziale tedesca. Dal punto di vista dei renani, questa ossessione per le relazioni mise in luce un aspetto dell'occupazione francese che non fu a loro vantaggio, e molti dei gruppi come la Rheinische Frauenliga, che all'inizio promuovevano queste storie, scelsero di sminuirle con il passare degli anni. Infine, il governo del Reich vide l'orrore nero come un boomerang propagandistico poiché la Germania era stata perlopiù disarmata dal Trattato di Versailles e non era quindi possibile per il Reich entrare in guerra contro la Francia, in aggiunta i gruppi völkisch usarono le storie dell'orrore nero come un modo per attaccare la Repubblica di Weimar come uno Stato "evirato" incapace di tenere testa alla Francia; tali attacchi ebbero particolare risonanza tra gli uomini della destra dell'epoca.
La fine della crisi della Ruhr nel settembre 1923 e il Piano Dawes nel 1924 portarono a un miglioramento delle relazioni franco-tedesche e Berlino ebbe meno interesse a perseguire le storie dell'orrore nero. Nel gennaio 1925 i francesi si ritirarono dalla Renania settentrionale e quindi non furono quasi più presenti truppe "di colore" lungo il Reno. Ciononostante, la femminista canadese Rose Henderson, in un articolo del 1925 su The British Columbia Federationist, scrisse che "il potere della Francia poggia su una base nera", che definì "uno dei fatti più minacciosi e sinistri della storia", andando a condannare i francesi per aver addestrato i senegalesi "a sottomettere e schiavizzare i bianchi".
Tuttavia, l'orrore nero sul Reno contribuì molto a plasmare l'opinione tedesca nei confronti sia dei francesi che degli africani. Nel Mein Kampf, Adolf Hitler scrisse: "7000000 di persone languono sotto il dominio degli stranieri e l'arteria principale del popolo tedesco passa attraverso il terreno di gioco delle orde nere africane. Furono e sono gli ebrei a portare il negro in Renania, sempre con lo stesso pensiero occulto e con il chiaro obiettivo di distruggere con l'imbastardimento la razza bianca che odiano". In un discorso del 1928, Hitler inveì contro la "de-germanizzazione, negrificazione e giudaizzazione del nostro popolo". Nel suo libro del 1930 The Myth of the 20th Century, Alfred Rosenberg denunciò la Francia per aver "contribuito alla disumanizzazione dell'Europa per mezzo dei neri, proprio come aveva fatto introducendo l'emancipazione degli ebrei 140 anni fa".
La storia dell'orrore nero ebbe un ruolo di primo piano nella propaganda nazista antifrancese e in tutto il Terzo Reich, con un'immagine ricorrente nei manifesti che mostravano i soldati dell'esercito francese come "un orrendo africano che molestava le bionde donne ariane". Il 29 maggio 1940, durante i preparativi per l'offensiva prevista per il 5 giugno, il Ministro della Propaganda Joseph Goebbels ordinò una grande campagna mediatica per riportare alla memoria l'orrore nero come motivo per odiare la Francia, affermando in una conferenza che fu "una vergogna culturale e razziale... portare i negri in Renania" e per ricordare ai tedeschi che i francesi avevano ancora una volta soldati "di colore" tra i loro ranghi che combattevano per la repubblica. Durante l'offensiva del giugno 1940 lungo il fiume Somme e durante l'invasione della Francia centrale, la Wehrmacht massacrò migliaia di senegalesi fatti prigionieri per vendicare l'orrore nero.